# Jo Jorgensen
Jo Jorgensen (Libertyville, 1º maggio 1957) è una politica statunitense.
Nelle elezioni generali del 2020 è stata la candidata del Partito Libertario alla presidenza degli Stati Uniti, ottenendo 1,8 milioni di voti pari all'1,2% del totale. In precedenza era stata candidata alla vicepresidenza, in ticket con Harry Browne, alle elezioni del 1996.

## Biografia
Nasce il 1º maggio del 1957 a Libertyville in Illinois da una famiglia di origini danesi. Si laurea in psicologia alla Baylor University nel 1979 e poi consegue una laurea magistrale in amministrazione aziendale alla Southern Methodist University. Ha poi lavorato in IBM ed è poi stata presidente di Digitech.
Nel 1992 si è candidata per la prima volta alla Camera dei Rappresentanti nel quarto distretto della Carolina del Sud ottenendo il 2,2% dei voti. Nel 1996 si è candidata alla vicepresidenza degli Stati Uniti in ticket con il candidato presidente del Partito Libertario Harry Browne, che riceve 485.759 voti pari allo 0,5% del totale.
Nel 2002 ha conseguito un dottorato in psicologia del lavoro e delle organizzazioni alla Clemson University dove poi ha lavorato come docente dal 2006. Il 23 maggio 2020 il Partito Libertario la nomina candidata alla presidenza, rendendola la prima candidata donna nella storia del partito. Riceve circa 1,8 milioni di voti pari all'1,2% del totale nelle elezioni vinte da Joe Biden.